# ЛАЗ-А073
ЛАЗ-А073 — автобус малого класу Львівського автобусного заводу.
З цим автобусом в 1998 році Львівський автобусний завод пробував увійти в незвичний для себе клас малих автобусів. За своєю суттю, ЛАЗ-А073 був аналогічний російському автобусу ПАЗ-3205, але на відміну від нього базувався на вузлах і агрегатах автомобіля ЗІЛ-5301 «Бичок» і мав дизельний двигун ММЗ-Д245.12.
Але в момент появи цього автобуса приватні маршрутні перевезення в Україні ще не набули такого великого розповсюдження, як зараз, а для великих автобусних парків цей автобус був явно замалий. В Росії цей автобус мав занадто сильних конкурентів в особі ПАЗа і КАВЗа. З цих причин, а також з причини малої надійності агрегатів від «Бичка», автобус ЛАЗ-А073 не набув великого поширення і був виготовлений тільки невеликою промисловою партією.
Число місць для сидіння — 24, загальна — 40. Габарити 6840х2300х2730 мм, колісна база — 3650 мм.
Також існувала модифікація ЛАЗ-А073.10 з польським дизельним двигуном Андорія ZT 4CT 107/А7 і угорським заднім мостом RABA.
Всього виготовили 17 автобусів ЛАЗ-А073.